# Кар (царь Мегар)
Кар (др.-греч. Κάρ) — персонаж древнегреческой мифологии. Сын Форонея. Царствовал в Мегарах. При нем впервые сооружены святилища Деметры (Мегарон), люди называли их мегарами, от них назван город. Акрополь Мегар назывался Кария. Надгробный памятник Кару показывали по пути из Мегар в Коринф, насыпной холм украшен ракушечником.